# Schlad

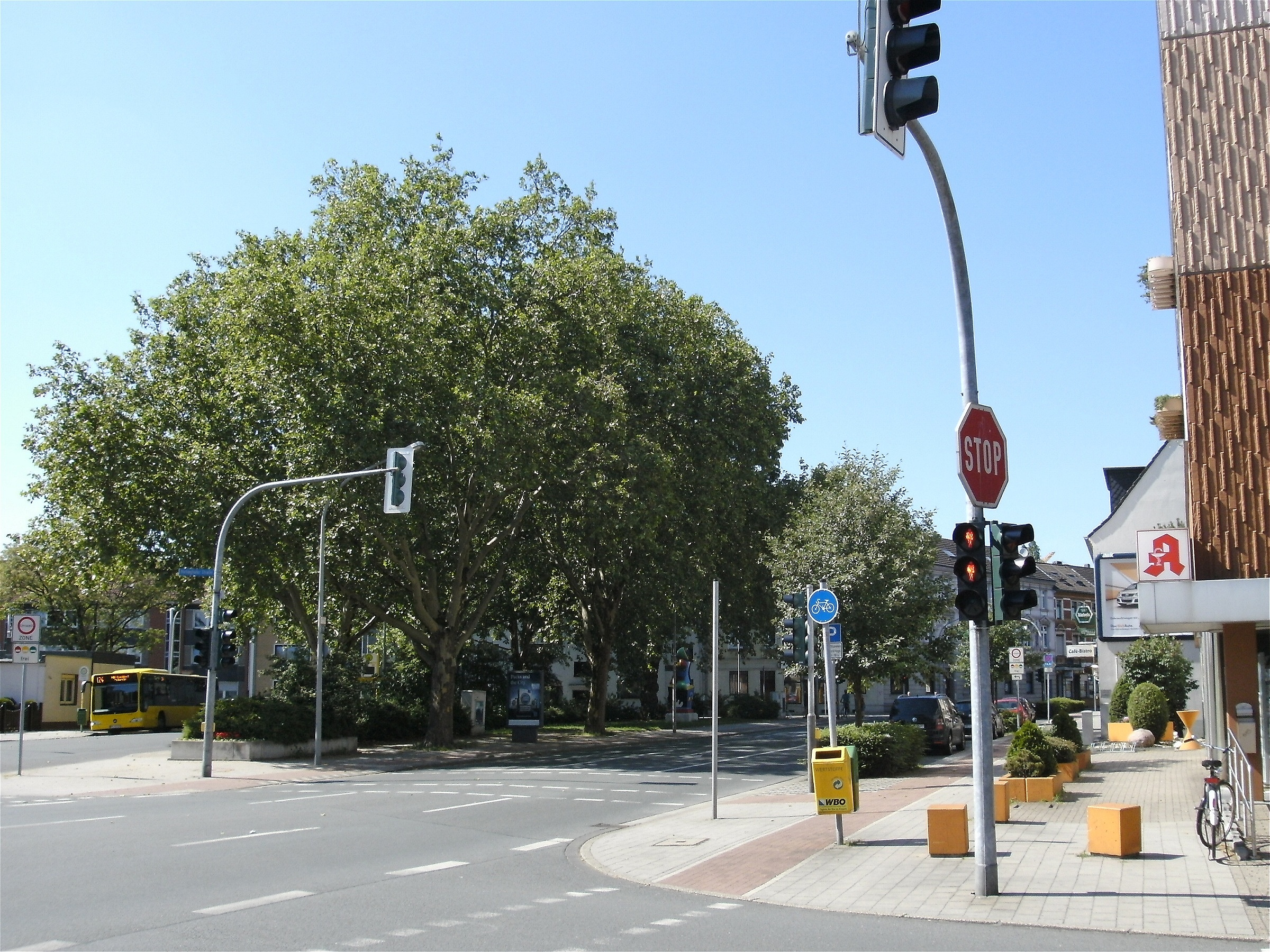
Wehrplatz

Schlad ist der Name eines Oberhausener Stadtteils im Südosten des Stadtbezirks Alt-Oberhausen.

## Überblick
Der statistische Bezirk Schlad grenzt im Südosten an Mülheim an der Ruhr. Im Südwesten stößt er an den Stadtteil Dümpten, während die nördliche Grenze, die durch die nach Essen führende Falkensteinstraße gebildet wird, und die östliche Begrenzung durch die Mellinghofer Straße relativ willkürliche Trennlinien darstellen. Dem gleichnamigen Quartier im Sozialraum Oberhausen-Ost gehören zudem die südlich der Nathlandstraße und östlich der Mellinghofer Straße gelegenen Stadtrandbezirke an, die statistisch Bermensfeld zugerechnet werden.
Bei historischer Betrachtung unter besonderer Berücksichtigung der Grenzen der ehemaligen Gemeinde Dümpten fällt allerdings auf, dass dabei alte Dümptener Gemarkungen unter „Schlad“ geführt werden, während der eigentliche Kernbereich des Schladviertels zwischen der Falkensteinstraße im Norden, der Mellinghofer Straße im Osten, der Wehrstraße im Süden und der Seilerstraße im Westen liegt, was sich in etwa mit dem gleichnamigen Kommunalwahlbezirk der Stadt deckt.
Der Ortsteil, der bis ins 19. Jahrhundert durch Heidelandschaft und einzelne Bauernhöfe geprägt war, fungiert heute überwiegend als Wohngebiet, wobei die im Westen eher geschlossene Wohnbebauung sich nach Osten hin zum Stadtrand auflockert. Unter Berücksichtigung der Infrastruktur kann man als wichtigsten Punkt des nicht historisch gewachsenen Schlad den Wehrplatz ansehen, wo unter anderem die nach Mülheim führende Buslinie 125 eine Endhaltestelle hat. In das städtische Verkehrsnetz ist der Stadtteil zudem durch die Buslinien 953, 956, 960, 961 und 976 des Verkehrsverbundes Rhein-Ruhr eingebunden.
| Linie | Verlauf | Takt (Mo–Fr) | Betreiber        |
| ----- | --- | ------------ | ---------------- |
| 125   | Oberhausen-Wehrstraße – Dümpten – Sellerbeckstraße – Eppinghofen – Mülheim Hbf – Mülheim Stadtmitte – Schloß Broich – Broich – Speldorf (– Peterstraße) – Südhafen – Ruhrorter Straße | 15 (30) min  | Ruhrbahn         |
| 953   | Bottrop-Fuhlenbrock Spechtstr. – Klosterhardt – Rothebusch – Osterfeld Mitte – OLGA-Park – Neue Mitte Oberhausen – Knappenmarkt – Bermensfeld – Dümpten – Schlad Wehrstr. Linie verkehrt zwischen OLGA-Park und Lipperfeld über die ÖPNV-Trasse Oberhausen                                                          | 60 min       | STOAG            |
| 956   | Biefang Goerdelerstraße – Schwarze Heide – OB-Sterkrade Bf – Siedlung Eisenheim Zweigstraße – Schloss Oberhausen – TZU – Ziesakplaza – Marienkirche – Rathaus – Oberhausen Hbf – Dümpterkamp – Schlad Wehrstr. | 30 min       | STOAG            |
| 960   | OB-Holten Bf – Schmachtendorf – Walsumermark – Königshardt – Kirchhellener Straße – Alsfeld Dragonerstr. – OB-Sterkrade Bf – OLGA-Park – Neue Mitte Oberhausen – Oberhausen Hbf – Rathaus – Knappenmarkt – Schlad Wehrstr. Linie verkehrt zwischen Sterkrade Bf und Oberhausen Hbf über die ÖPNV-Trasse Oberhausen  | 20 min       | STOAG            |
| 961   | Bottrop-FuhlenbrockSpechtstraße – Klosterhardt – St.-Antony-Hütte – Osterfeld Mitte – Aquapark – Neue Mitte Oberhausen – Mercure-Hotel – Bero-Zentrum – Oberhausen Hbf – Dümpterkamp – Schlad Wehrstr. | 60 min       | STOAG            |
| 976   | Königshardt Falkestr. – Tackenberg – OB-Sterkrade Bf – Buschhausen Mitte – Stadtwerke – Oberhausen Hbf – Styrum Nohlstr. – Schladschule – Schlad Wehrstr. – Mülheim-Dümpten Heifeskamp | 20 min       | STOAG            |
| NE2   | NachtExpress: Schmachtendorf Heinrich-Böll-Gesamtschule – Walsumermark – KönigshardtFalkestr. – Alsbachtal – OB-Sterkrade Bf – OLGA-Park – Neue Mitte Oberhausen – Oberhausen Hbf – Dümpterkamp – Schlad Wehrstr. – Dümpten Linie verkehrt zwischen Sterkrade Bf und Oberhausen Hbf über die ÖPNV-Trasse Oberhausen | 60 min       | STOAG            |
| NE10  | OB-Sterkrade Bf – Schloss Oberhausen – Neue Mitte Oberhausen – Knappenmarkt – Oberhausen-Wehrstraße – Mülheim-Dümpten – Mülheim Hbf Nordeingang(←)/Dieter-aus-dem-Siepen-Platz(→) – Mülheim Stadtmitte – Schloß Broich – Broich – Saarn Alte Straße → Saarner Kuppe – Oemberg ← Saarn Lindenhof                     | 60 min       | Ruhrbahn / STOAG |

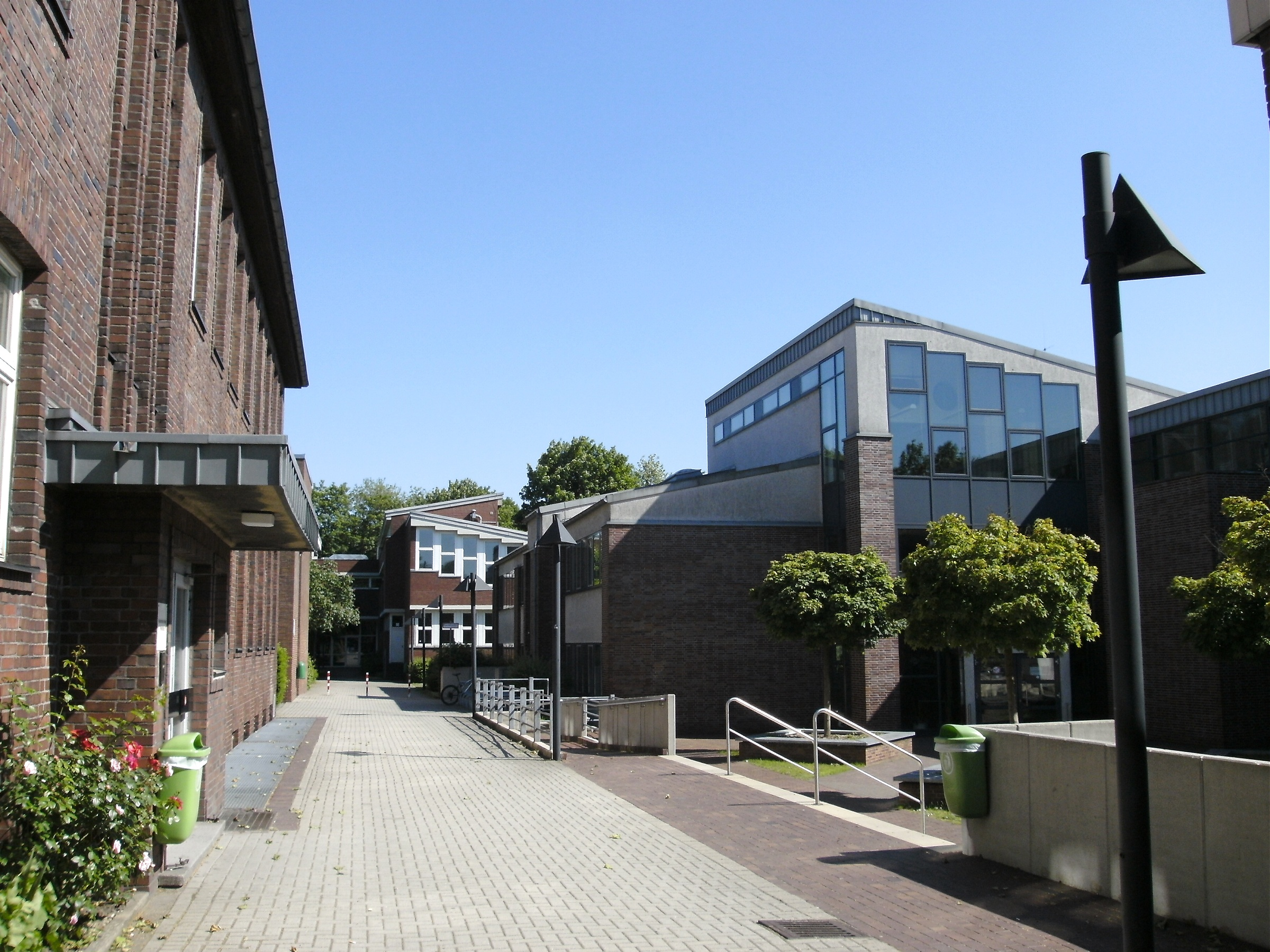
Niederrhein-Kolleg

An der Wehrstraße lag das 2023 geschlossene Niederrhein-Kolleg, das 1953 als „Oberhausener Institut zur Erlangung der Hochschulreife“ gegründet wurde und seinerzeit das erste seiner Art in Nordrhein-Westfalen war. In der Sporthalle Ost an der Hunsrückstraße ist der Verein New Basket ’92 Oberhausen (NBO) beheimatet, dessen Erste Mannschaft von 2002 bis 2016 in der 1. Damen-Basketball-Bundesliga spielte.

## Statistik
Zum 31. Dezember 2018 lebten 10.093 Einwohner im Sozialquartier Schlad.
Struktur der Bevölkerung:
- Minderjährigenquote: 12,7 % (Oberhausener Durchschnitt: 15,8 %)[4]
- Altenquote: 25,7 % (Oberhausener Durchschnitt: 21,6 %)[5]
- Ausländeranteil: 10,3 % (Oberhausener Durchschnitt: 15,4 %)[6]
- Arbeitslosenquote: 8,4 % (Oberhausener Durchschnitt: 7,8 %)[7]